# Burkholderia
Burkholderia é um gênero de bactérias gram-negativas da família Burkholderiaceae.
O gênero Burkholderia é composto por: bacilos retos; Gram negativos; oxidase e catalase positivos; com uma proporção de G+C que oscila entre 59 e 69,5 %. São bactérias móveis com um flagelo polar único ou com um penacho de flagelos polares de acordo com as espécies. Também são mesófilos e não esporulados. Seu metabolismo é aeróbico. Como sustância de reserva utilizam o polihidroxibutirato. 
Ecologicamente são saprófitas que intervêm na reciclagem de matéria orgânica. As bactérias de este gênero podem ser patógenas para os seres humanos e os animais, como Burkholderia mallei agente causal do mormo, ou para as plantas como Burkholderia cepacia, que a sua vez é um patógeno oportunista em enfermos de fibrose cística e apresenta uma grande capacidade degradativa de contaminantes orgânicos.
O gênero Burkholderia formou-se em 1992, a partir da divisão do gênero Pseudomonas em decorrência da análise dos dados de ARNr. A espécie tipo é B. cepacia, anteriormente denominada Pseudomonas cepacia.

## Espécies
- B.ambifaria
- B.andropoginis
- B.anthina
- B.brasilensis
- B.caledonica
- B.cenocepacia
- B.caribensis
- B.caryophylli
- B.cepacia
- B.cepacia complex
- B.dolosa
- B.ferrarie
- B.fungorum
- B.ginsengisoli
- B.gladioli
- B.glathei
- B.glumae
- B.graminis
- B.hospita
- B. koorensis
- B.kururiensis
- B. mallei
- B. mimosarum
- B.multivorans
- B.nodosa
- B.oklahomensis
- B.phenazinium
- B.phenoliruptrix
- B.phymatum
- B.phytofirmans
- B.plantarii
- B.pseudomallei
- B.pickettii
- B.pyrrocinia
- B.sacchari
- B.silvatlantica
- B.singaporensis
- B.solanacearum
- B.soli
- B.sordidicola
- B.stabilis
- B.terricola
- B.thailandensis
- B.tropica
- B.tuberum
- B.ubonensis
- B.unamae
- B.vietnamensis
- B.xenovorans
- "Candidatus Burkholderia calva"
- "Candidatus Burkholderia kirkii"
- "Candidatus Burkholderia nigropunctata"
- "Candidatus Burkholderia verschuerenii"